# Aubin-Louis Millin de Grandmaison
Aubin-Louis Millin de Grandmaison (født 17 juli 1759, død 14 april 1818) var en fransk arkæolog.
Efter at have studeret nyere sprog, naturvidenskaberne og litteratur, blev han ansat ved det kongelige bibliotek i Paris, udgav 1793 Almanac républicain og andre skrifter af republikansk farve, men vakte dog revolutionsmændenes mistanke og fængsledes. Han slap dog med et års fængsel. Da han atter var kommet på fri fod, blev han bureauchef i Undervisningsministeriet, derpå professor i historie ved Seine-departementets centralskole og endelig konservator ved mønt- og oldsagssamlingen i Nationalbiblioteket. I 1807 berejste han Sydfrankrig og 1811—13 Italien for arkæologiske studiers skyld. Millin de Grandmaison var hovedredaktør af det af ham grundede tidsskrift: Magasin encyclopédique (122 bind, 1795—1816) og dets fortsættelse Annales encyclopédiques (1817—18). Millin de Grandmaison har desuden udgivet en række arkæologiske og numismatiske værker: Monuments antiques inédits (2 bind, 1802—04), Antiquités nationales (5 bind, 1790—98), Voyage dans les departements du midi de la France (5 bind, 1807—11), Peintures des vases antiques (1808—10), Galerie mythologique (2 bind, 1811, oversat på tysk af Parthey 1836), Introduction à l'étude des médailles (1796), Histoire métallique de la révolution française (1806, fortsat af Millingen 1818—22) og flere.